# Campeonato Mundial de Judo de 1983
El XIV Campeonato Mundial de Judo se celebró en Moscú (URSS) entre el 16 y el 23 de octubre de 1983 bajo la organización de la Federación Internacional de Judo (IJF) y la Federación Soviética de Judo. 

## Medallistas

### Masculino
| Evento            | Oro                                            | Plata                          | Bronce                                                                      |
| ----------------- | ---------------------------------------------- | ------------------------------ | --------------------------------------------------------------------------- |
| –60 kg            | Jazret Tletseri URSS                           | Tamás Bujkó · Hungría          | Kenichi Haraguchi Japón Klaus-Peter Stollberg República Democrática Alemana |
| –65 kg            | Nikolai Solodujin URSS                         | Yoshiyuki Matsuoka Japón       | Janusz Pawłowski · Polonia · Sandro Rosati · Italia                         |
| –71 kg            | Hidetoshi Nakanishi Japón                      | Ezio Gamba · Italia            | Tamaz Namgalauri URSS Steffen Stranz RFA                                    |
| –78 kg            | Nobutoshi Hikage Japón                         | Neil Adams Reino Unido         | Shota Jabareli URSS Mircea Frățică Rumania                                  |
| –86 kg            | Detlef Ultsch República Democrática Alemana    | Fabien Canu Francia            | Robert Berland Estados Unidos Seiki Nose Japón                              |
| –95 kg            | Andreas Preschel República Democrática Alemana | Valeri Divisenko URSS          | Günther Neureuther · RFA · Robert Van de Walle · Bélgica                    |
| +95 kg            | Yasuhiro Yamashita Japón                       | Willy Wilhelm · Países Bajos   | Mihai Cioc Rumania Henry Stöhr República Democrática Alemana                |
| Categoría abierta | Hitoshi Saito Japón                            | Vladimír Kocman Checoslovaquia | András Ozsvár · Hungría · Robert Van de Walle · Bélgica                     |

## Medallero
| Núm. | País           | Oro | Plata | Bronce | Total |
| ---- | -------------- | --- | ----- | ------ | ----- |
| 1    | Japón          | 4   | 1     | 2      | 7     |
| 2    | URSS           | 2   | 1     | 2      | 5     |
| 3    | RDA            | 2   | 0     | 2      | 4     |
| 4    | Hungría        | 0   | 1     | 1      | 2     |
| 4    | Italia         | 0   | 1     | 1      | 2     |
| 6    | Checoslovaquia | 0   | 1     | 0      | 1     |
| 6    | Francia        | 0   | 1     | 0      | 1     |
| 6    | Países Bajos   | 0   | 1     | 0      | 1     |
| 6    | Reino Unido    | 0   | 1     | 0      | 1     |
| 10   | RFA            | 0   | 0     | 2      | 2     |
| 10   | Bélgica        | 0   | 0     | 2      | 2     |
| 10   | Rumania        | 0   | 0     | 2      | 2     |
| 13   | Estados Unidos | 0   | 0     | 1      | 1     |
| 13   | Polonia        | 0   | 0     | 1      | 1     |
|      | TOTAL          | 8   | 8     | 16     | 32    |